# Öxarárfoss
Az Öxaráfoss vízesés az Öxará folyón az izlandi Þingvellir Nemzeti Parkban található Almannagjá településtől fentebb a folyón. A vízesés által vájt medence gyakran sziklákkal van tele és telente be szokott fagyni. A vízesés képezi a Þingvellir Nemzeti Park egyik turistalátványosságát, melynek megközelítését segíti, hogy egy parkolót építettek ki a vízesés közelében. 

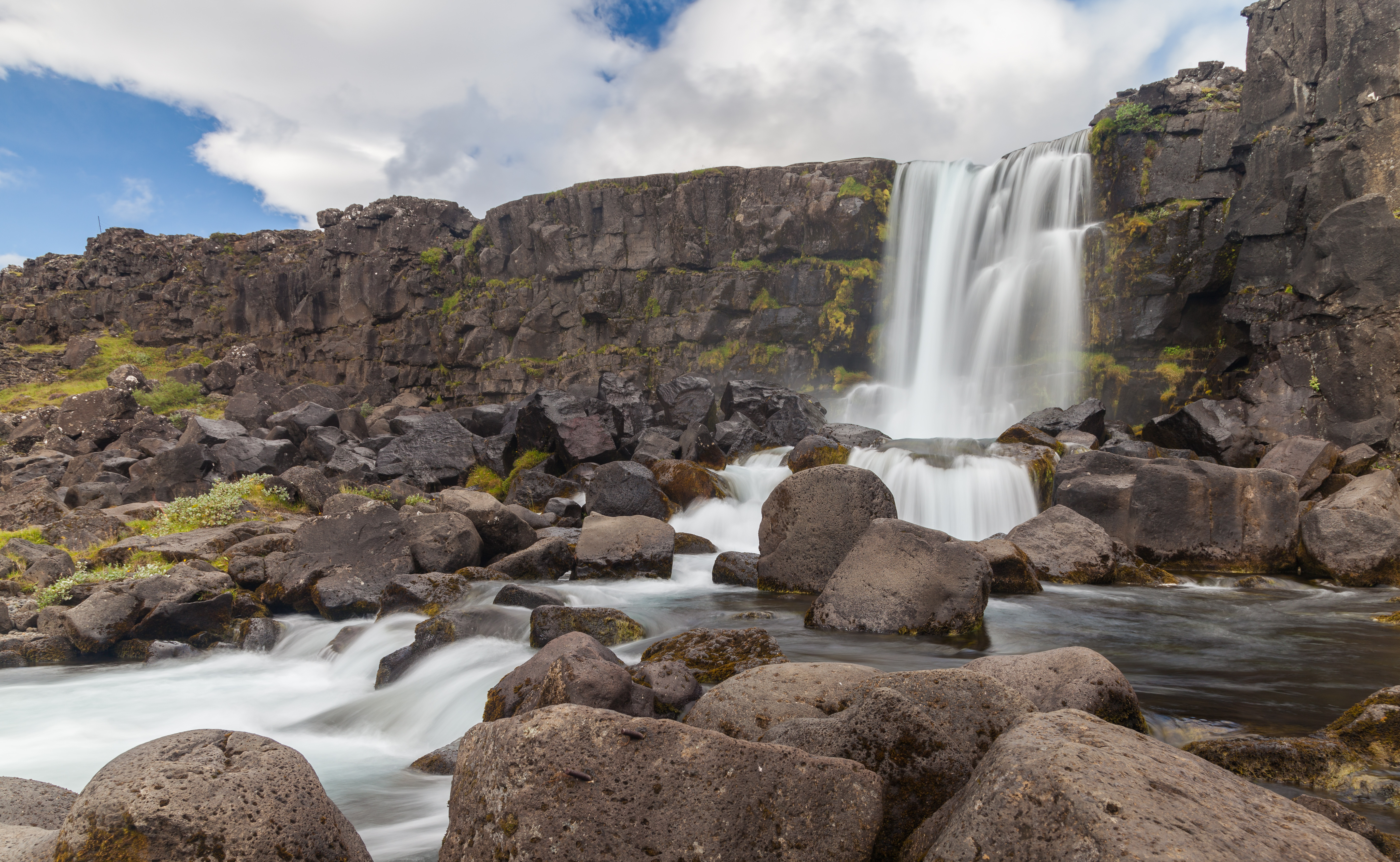
Az Öxaráfoss vízesés Izlandon

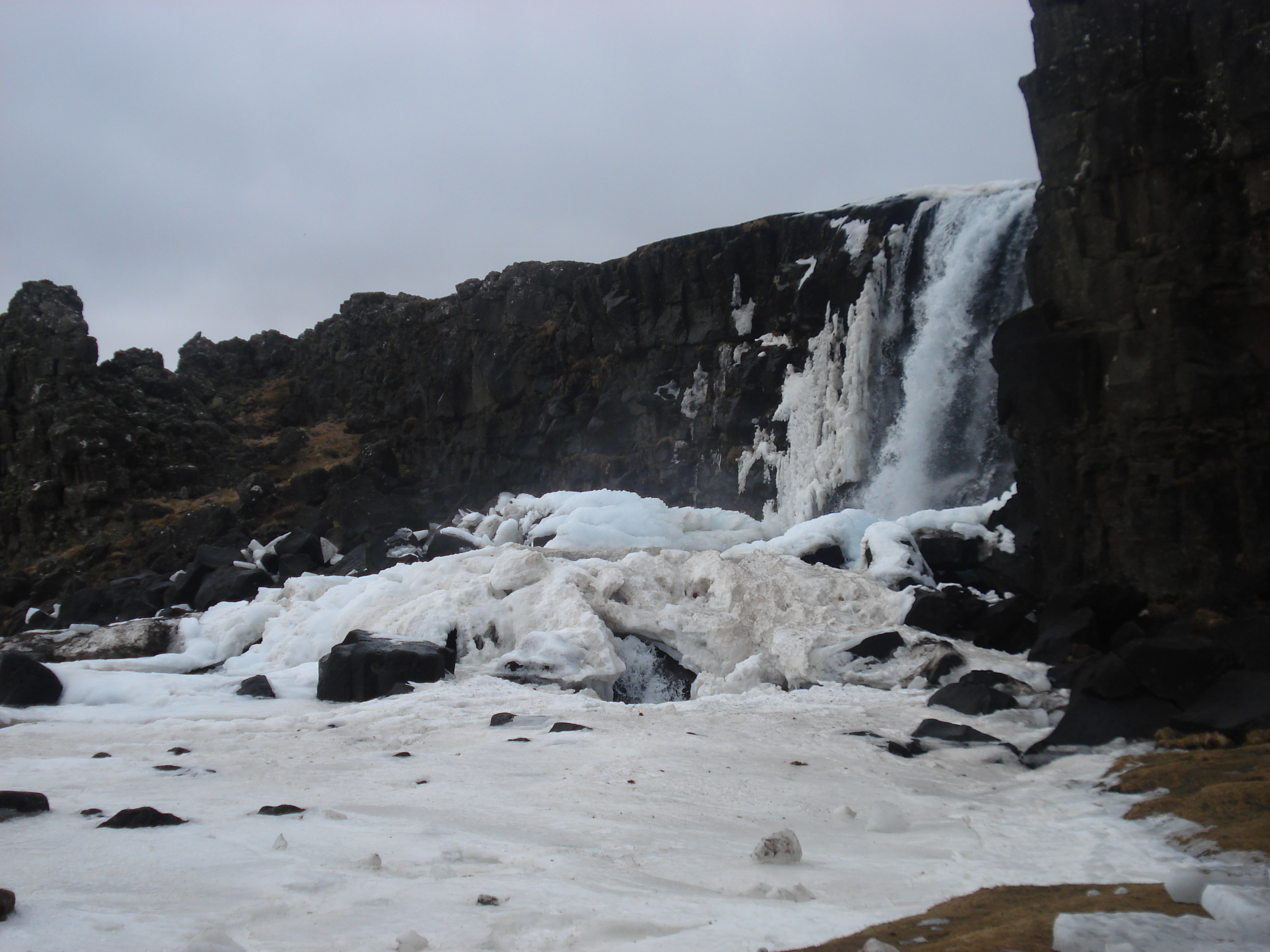
Az Öxarárfoss vízesés látképe télen

## Fordítás
Ez a szócikk részben vagy egészben  az   Öxaráfoss című angol Wikipédia-szócikk ezen változatának fordításán alapul.  Az eredeti cikk szerkesztőit annak laptörténete sorolja fel. Ez a jelzés csupán a megfogalmazás eredetét és a szerzői jogokat jelzi, nem szolgál a cikkben szereplő információk forrásmegjelöléseként.